# Sylvie Weil
Pour les articles homonymes, voir Weil.
Sylvie Weil (née à New York le 12 septembre 1942) est une professeure et femme de lettres française. Elle écrit pour les adultes et les enfants. Ses œuvres sont publiées en français et en anglais. Elle remporte le Prix Sorcières en 2002 avec Le Mazal d'Elvina.

## Biographie

### Enfance et formation
Sylvie Weil naît le 12 septembre 1942, à New York, où ses parents ont émigré pour fuir la persécution des Juifs d'Europe. Son père est le mathématicien André Weil, l’un des fondateurs du groupe Bourbaki, et la nièce de la philosophe Simone Weil.  
Elle grandit à Paris et obtient ses diplômes en lettres classiques et en littérature française à la Sorbonne.  

### Carrière
Agrégée de lettres classiques, elle enseigne en France et aux États-Unis, notamment à Barnard College, à Bennington College et à l'université de la Ville de New York. 
C'est en apprenant à lire la Bible en hébreu qu'elle découvre Rachi, le célèbre commentateur de la Torah. Prise de passion pour l'univers du judaïsme champenois du XIe siècle, elle écrit en 2000 la vie de Rabbi Salomon ben Isaac dans Les Vendanges de Rachi[réf. nécessaire].
En 2002, elle remporte le Prix Sorcières pour son roman jeunesse Le Mazal d'Elvina. La traduction anglaise, My Guardian Angel, et la suite, Elvina's Mirror, reçoivent respectivement les mentions « Honneur » et « Remarquable » des Sydney Taylor Book Awards, qui récompensent les contributions remarquables à la littérature jeunesse juive.
En 2009, elle publie Chez les Weil, un portrait croisé de son père André Weil et de sa tante Simone Weil.
En 2013 parait Le Hareng et le Saxophone. Dans ce roman familial, elle retrace cette fois-ci l’histoire de la famille de son mari, le psychiatre américain Eric Weitzner, une famille juive issue d'Ukraine et de l’Empire austro-hongrois,.
En 2025 sortent ses mémoires traduites en anglais, The Wanderings of Isaac André Gedalia.

### Littérature
- À New York il n'y a pas de tremblements de terre : nouvelles, Éditions Le Mot Fou (1re édition Flammarion), 1984
- Les Reines du Luxembourg : roman, Flammarion, 1991
- Le Jardin de Dima : nouvelles, Flammarion, 1995
- Les Vendanges de Rachi : roman, première édition Flammarion 2000, 2e édition Terre d'Auteurs, 2013
- Jeux : nouvelles, HB éditions, 2000
- La Bulle Cauchemar : roman, Joëlle Losfeld, 2005
- Chez les Weil : récit, Buchet-Chastel, 2009
- Le Hareng et le Saxophone : roman, Buchet-Chastel, 2013
- Selfies : roman, Buchet-Chastel, 2015
- La valse des rivales, Buchet-Chastel,  2022
- The Wanderings of Isaac André Gedalia, 2025

### Théâtre
- Une roue de moto dans le salon, ALNA éditeur, 2005

### Littérature Jeunesse
- Trésors des expressions françaises, Belin, 1981
- Trésors de la politesse française, Belin, 1983
- Le Mazal d'Elvina, L'École des loisirs, coll. « Medium », 2001

prix Sorcières 2002
- Le miroir d'Elvina, L'École des loisirs, coll. « Medium », 2002
- Elvina et la fille du roi Salomon, L'École des loisirs, coll. « Medium », 2004
- Jonas, le poisson et moi, L'École des loisirs, 2006